# Военнопленные Первой мировой войны
Военнопленные Первой мировой войны — лица из вооруженных сил воюющих государств, попавшие в плен к противоположной стороне в ходе боевых действий Первой мировой войны в 1914-1918 годах. Война привела к появлению беспрецедентно большого числа военнопленных — около 8 миллионов человек. Наибольшее количество военнопленных было в Германии, России и Австро-Венгрии. При этом военнопленные содержались в лагерях по всему миру, в том числе в США, Японии, Австралии, Африке и других регионах. Условия содержания военнопленных значительно различались в зависимости от страны. После войны произошел обмен и репатриация большинства оставшихся в живых военнопленных в 1919-1922 годах.

## Численность

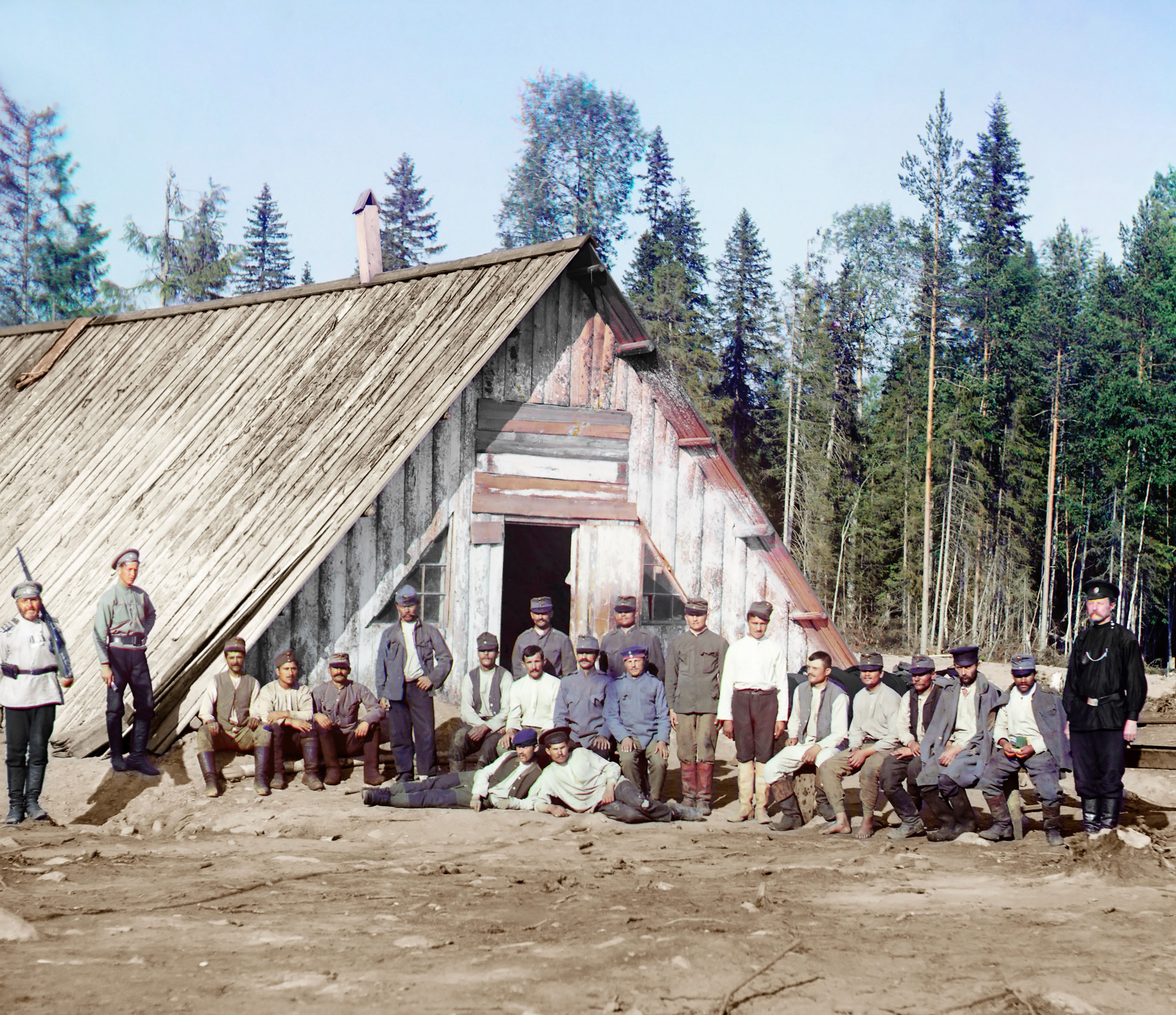
Австро-венгерские пленные в России, 1915 год

Во время Первой мировой войны около 8 000 000 человек стали военнопленными: Центральные державы потеряли пленными 3 470 138 человек, а Антанта потеряла пленными 4 007 090 человек. Для маневренных стадий Первой мировой войны, а особенно это было типично на Восточном фронте, были характерны массовые сдачи в плен, во время Первой Галицийской битвы в 1914 году русским сдалось в плен от 100 000 до 120 000 австрийских военнослужащих (Австро-Венгрия смогла в ходе битвы захватить в плен 40 000 российских военных), битвы при Танненберге в германский плен сдались 50 000 (по немецким данным порядка 92 000) русских, в ходе первого Марнского сражения французам сдалось в плен 12 000 немцев, при осаде Мобёжа в 1914 году немцам — 33 000 французов, в ходе Праснышской операции русским — 14 000 немцев, в ходе Карпатского Зимнего сражения в 1915 году русским — 150 000 военнослужащих Центральных держав, при осаде Ковно в 1915 году в плен сдались 20 000 русских, в итоге Луцкого (Брусиловского) прорыва, по разным данным, русским в плен сдалось от 325 000 до 417 000 военных Германии и Австро-Венгрии. В конце войны, когда война на Западном фронте наконец приняла маневренный характер, перед заключением перемирия в 1918 г. немцы стали массово сдаваться союзникам в плен.
Ряд источников (преимущественно зарубежных) дают крайне сомнительные комментарии относительно количества захваченных в плен в ходе Первой мировой войны русских: «более половины всех людских потерь русской армии в Первой мировой войне были пленные». В то же время упускается из вида, что из 2 417 000 приблизительно 1 400 000 захвачены в плен ранеными (и в Танненбергском сражении, например, как минимум 30 000 были захвачены в плен ранеными). Однако ссылки на небывалое количество пленных не соответствуют цифрам потерь пленными (в разных источниках приводятся разные данные, потому тут указан разброс процентов потерь): во Франции — 8,5—12 %, в Германии — 13,6—14,2 %, в Великобритании — 5,5—18 %. Потерпевшие в ходе войны крупные военные поражения государства: в Австро-Венгрии пленные от общего числа потерь составили — 30,3—37 %, Португалия — 37 %, Сербия — 27,3—37 %, Россия — 25—31 %, в Италии — 26,2—28,7 %, Бельгия — 25,4—31,1 %, Османская империя — 8,5—11 %. Германская армия захватила в плен 2 500 000 человек, русской армии удалось захватить по разным оценкам от 2 200 000 до 2 900 000 военнопленных, французские и британские войска пленили 720 000 человек, армия США захватила 48 000 пленных.

## Условия содержания

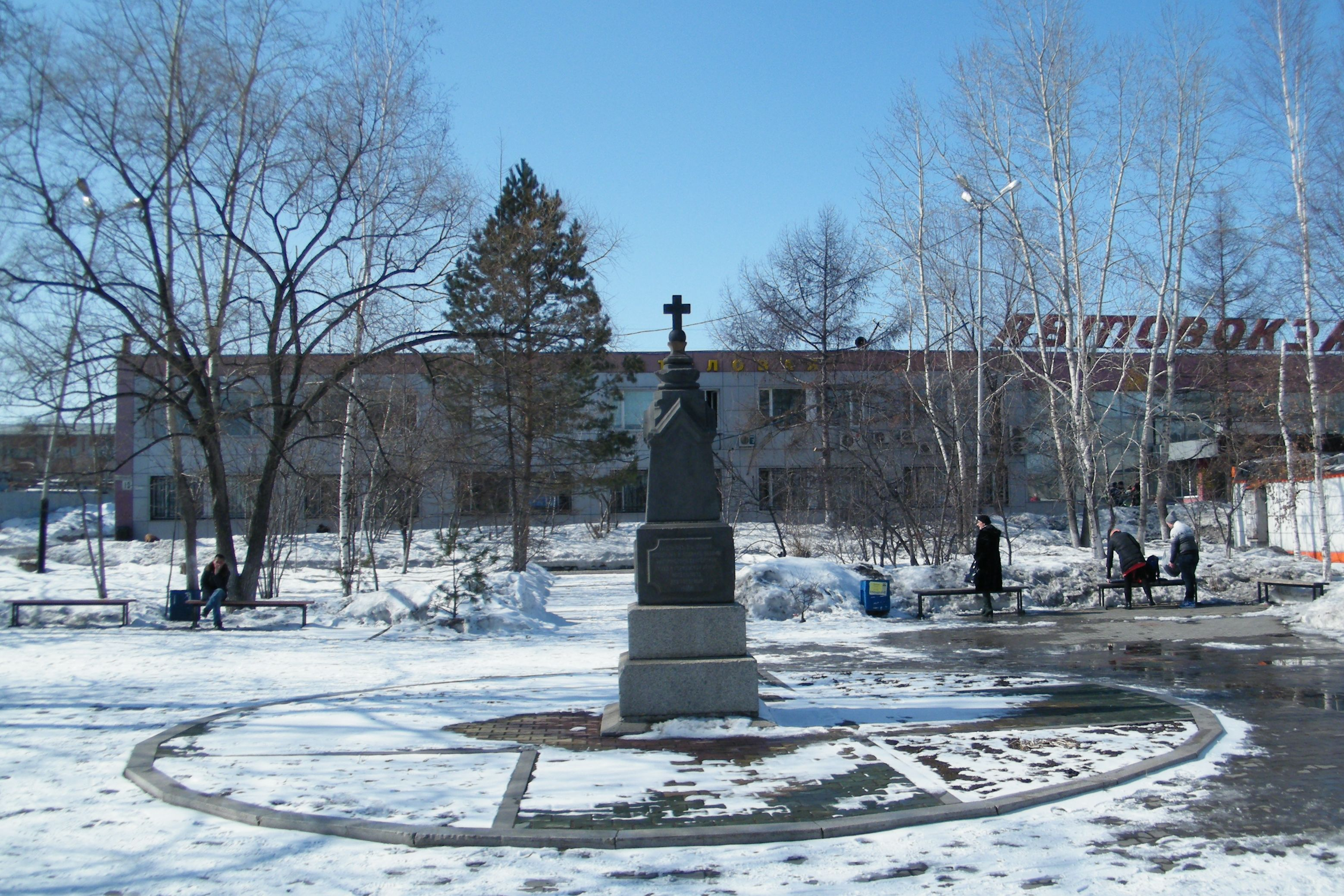
Умершимъ въ плѣну офицерамъ и нижнимъ чинамъ австрійской и венгерской какъ и германской арміи посвящаютъ ихъ товарищи 1916
Памятник в Хабаровске на месте бывшего кладбища, восстановлен в 1990-е годы.

Все страны участницы войны взяли на себя обязательства соблюдать статьи Гаагской конвенции в отношении военнопленных. В целом выживаемость среди военнопленных была довольно большая, нежели среди тех, кто не попадал в плен. Самым опасным временем для военнопленного был момент непосредственно пленения, в ходе которого нередко пленные подвергались жестоким избиениям. Затем пленных доставляли в лагеря для военнопленных, в которых условия были довольно приемлемы (намного лучше чем во время Второй мировой войны), в основном благодаря усилиям Красного Креста и инспекций нейтральных стран.
Однако, например, в Германии было отмечено жестокое обращение с пленными. Согласно зарубежным источникам (что не исключает возможности ошибок и неточностей) в России (как и в Германии) военнопленные страдали от голода, около 40 % всех пленных, захваченных русской армией погибли (из-за развала систем управления и учёта в ходе революций назвать точные данные о количестве погибших в плену от плохих условий содержания не представляется возможным, и в немецких источниках, например, можно встретить упоминания, что погибло 25 %, тогда как в других зарубежных источниках встречаем уже цифру 15—20 %) или остались без вести пропавшими. Упоминается, что около 375 000 австро-венгерских пленных из 500 000 погибли в Сибири от оспы и тифа. Противоречивость данных о потерях (а особенно отсутствие учёта данных в России в результате начавшейся Гражданской войны) даёт почву для политических спекуляций относительно вопроса о пленных. 100 тыс. российских военнослужащих удалось бежать из плена.
В Германии также были проблемы с продовольствием, однако погибли 5 %. Предположительно порядка 190 000 российских военнослужащих погибли в плену. Бегство из немецкого, австрийского плена из-за тяжёлых условий содержания в плену приняло массовый характер, из плена бегут Де Голль, Тухачевский, Корнилов, более 200 000 российских военнопленных (не менее 10 % захваченных в плен) бежали за время войны из германского плена. Также плохо обращались с военнопленными в Османской империи. В 1916 году, после осады Эль-Кута, в Месопотамии в турецкий плен попали 11 800 британских солдат в основном индийцы, многие из них были ослаблены и страдали от голода, 4250 погибли в плену.

## Роль военнопленных в гражданской войне в России

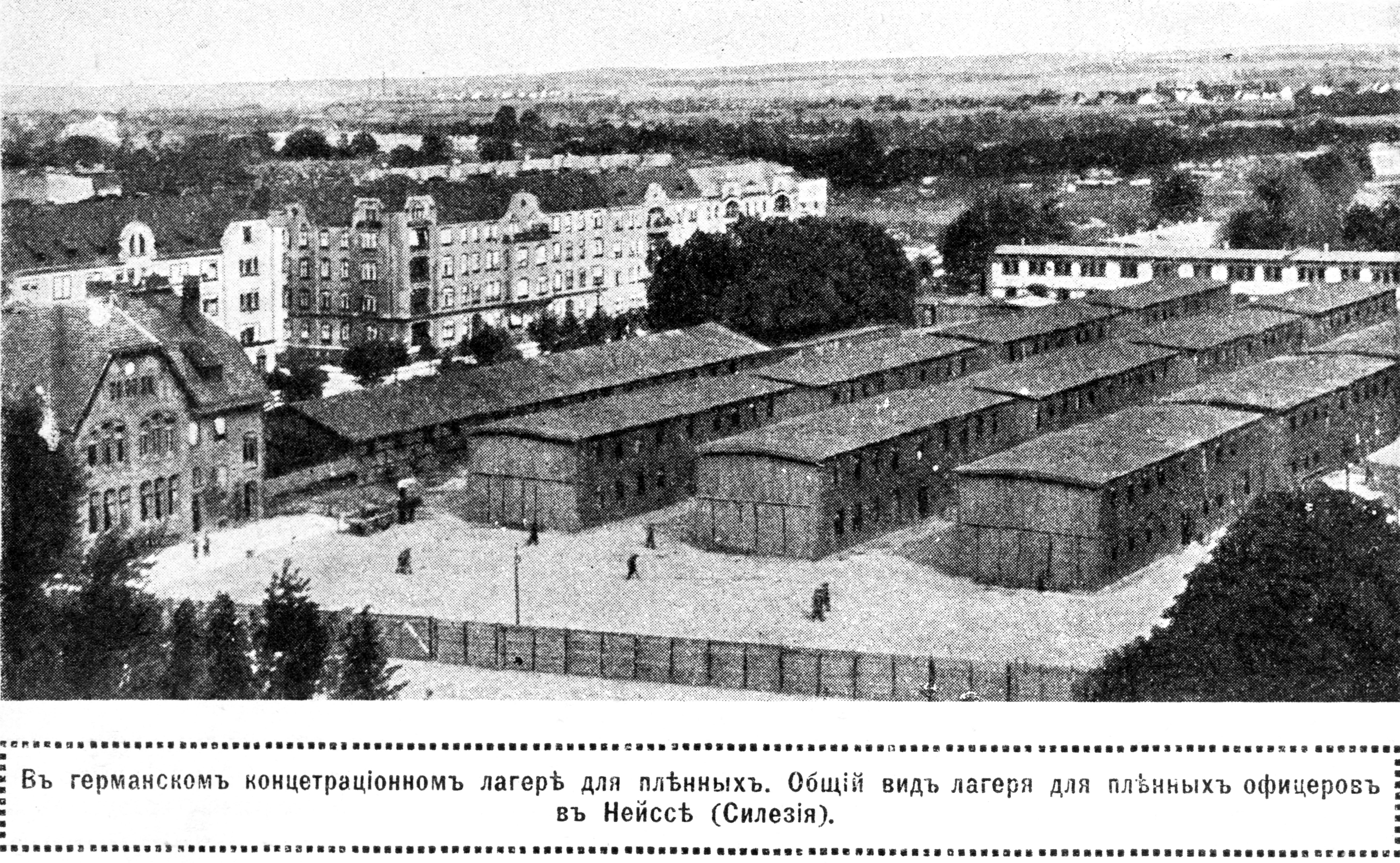
Немецкий концентрационный лагерь Нейссе (Силезия) для пленных офицеров. 1915

Важной тенденцией стало использование австро-германских военнопленных в Гражданской войне в России. Из военнопленных австро-венгерской армии, чехов и словаков в России был сформирован Чехословацкий корпус, который должен был воевать на стороне Антанты. Однако после подписания Брестского мира Соввласть приняла решение силою разоружить Чехословацкий корпус, что спровоцировало мятеж и его участие в «белом» движении на начальном этапе Гражданской войны. Все же части сформированные из чехословацких военнопленных воевали на Восточном, Итальянском и Западном фронте на стороне Антанты.

## Численность военнопленных Первой мировой войны
| Военнопленные из страны | Численность военнопленных |        |
| ----------------------- | ------------------------- | ------ |
| Российская империя      | 2 417 000                 |        |
| Франция                 | 506 000                   |        |
| Великобритания          | 170 389                   |        |
| Италия                  | 600 000                   |        |
| Греция                  | 1000                      |        |
| США                     | 4500                      |        |
| Бельгия                 | 34 659                    |        |
| Румыния                 | 80 000                    |        |
| Сербия                  | 152 958                   |        |
| Португалия              | 12 318                    |        |
| Британская Индия        | 11 264                    |        |
| Япония                  | 106                       | [ 11 ] |
| Бразилия                | 2                         | [ 12 ] |
| Канада                  | 3729                      |        |
| Австралия               | 4084                      |        |
| Новая Зеландия          | 498                       |        |
| Ньюфаундленд            | 150                       |        |
| Южно-Африканский Союз   | 1538                      |        |
| Черногория              | 7000                      |        |
| ВСЕГО АНТАНТА           | 4 007 090                 |        |
| Германская империя      | 993 109                   |        |
| Австро-Венгрия          | 2 200 000                 |        |
| Болгария                | 27 029                    |        |
| Османская империя       | 250 000                   |        |
| ВСЕГО ЧЕТВЕРНОЙ СОЮЗ    | 3 470 138                 |        |

## Фотографии

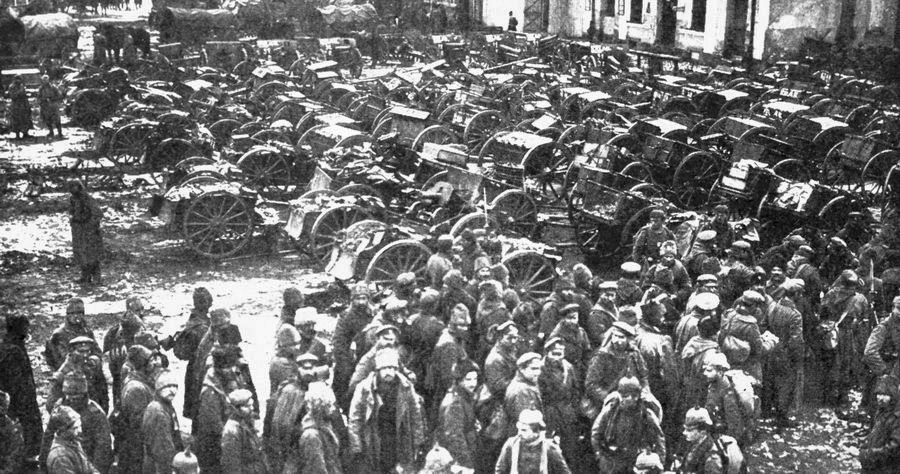
Русские, захваченные под Танненбергом.
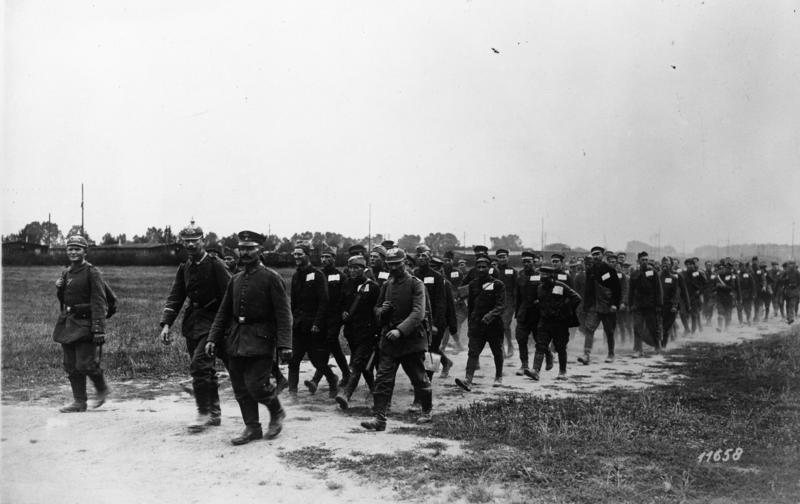
Американские военнопленные, Западный фронт.
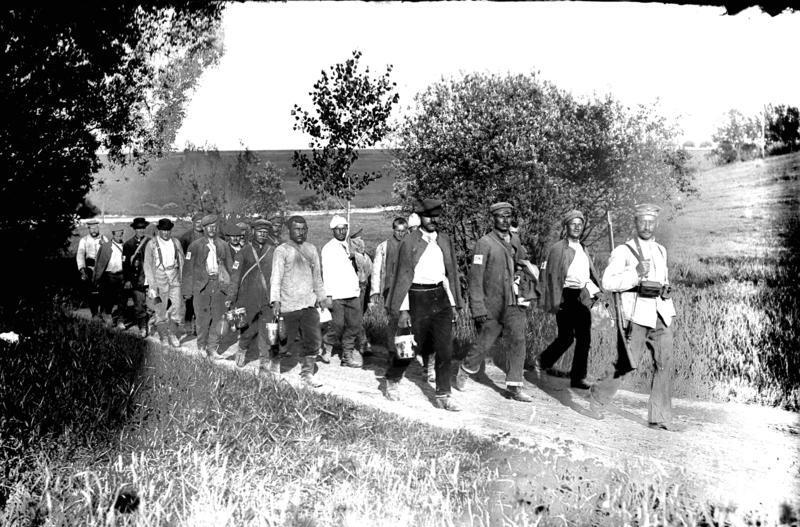
Русские пленные, Восточный фронт.
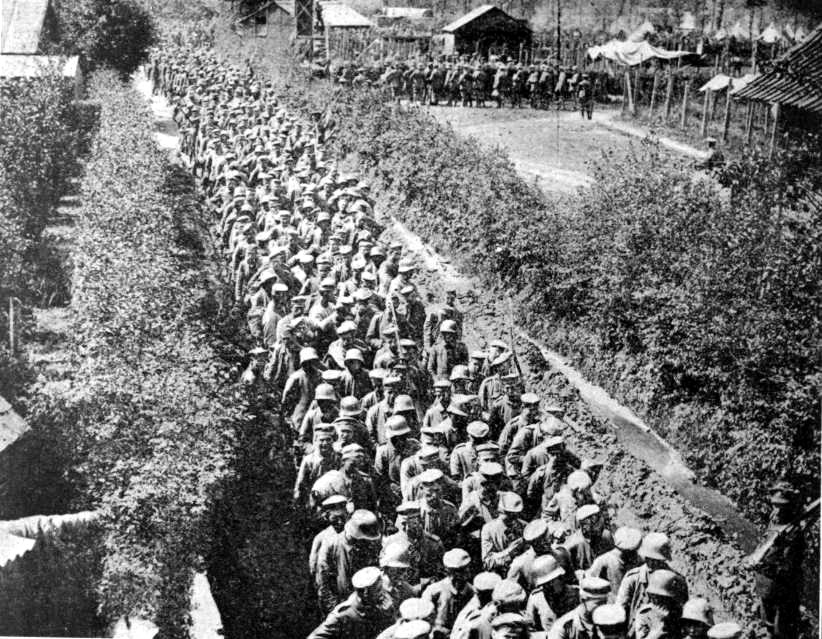
Германские пленные, захваченные британцами во Фландрии.
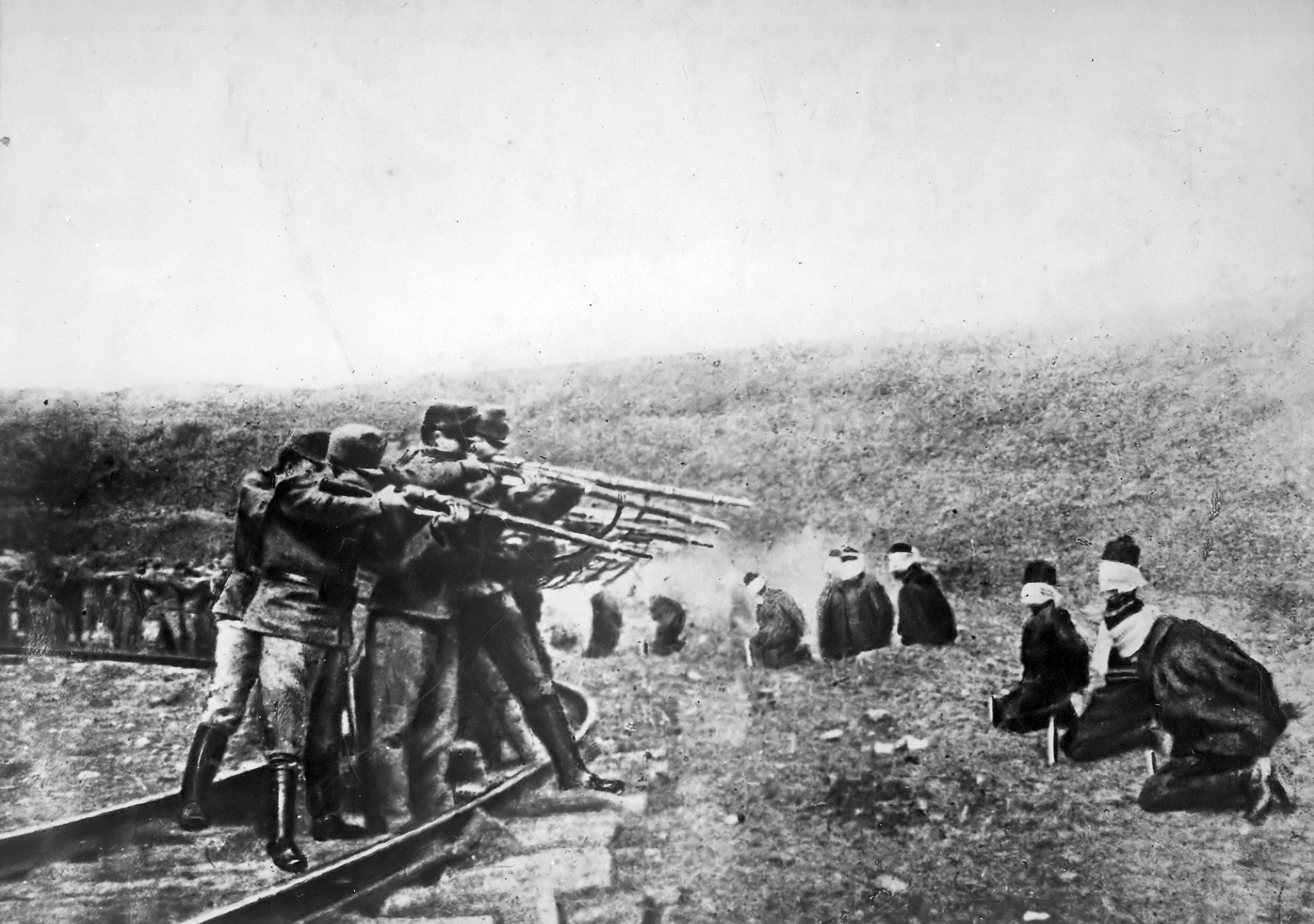
Австрийские солдаты расстреливают сербских пленных
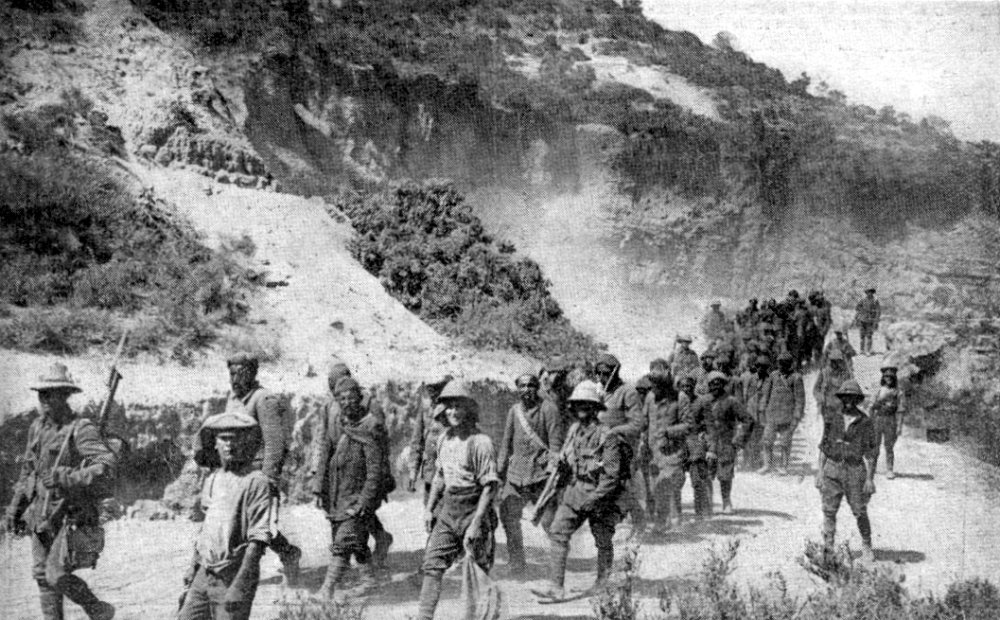
Турецкие пленные захваченные во время Дарданельской операции.
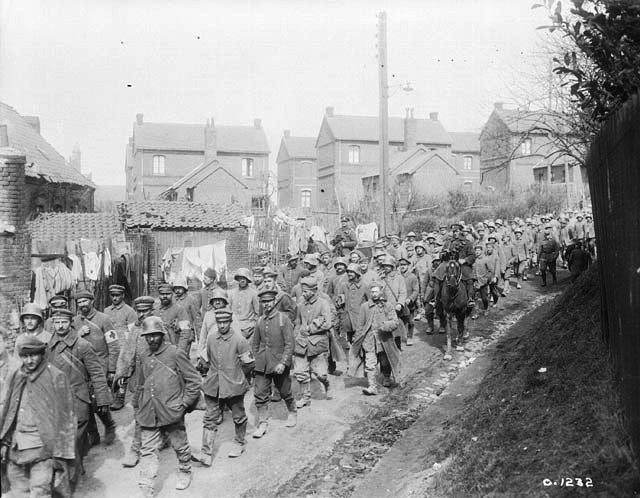
Германские пленные, захваченные под Вими-Рижем.
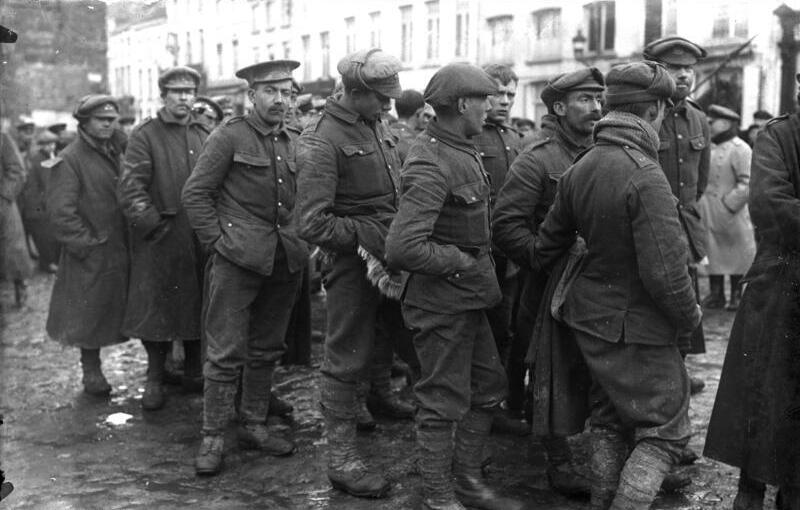
Канадские военнопленные в Германии.
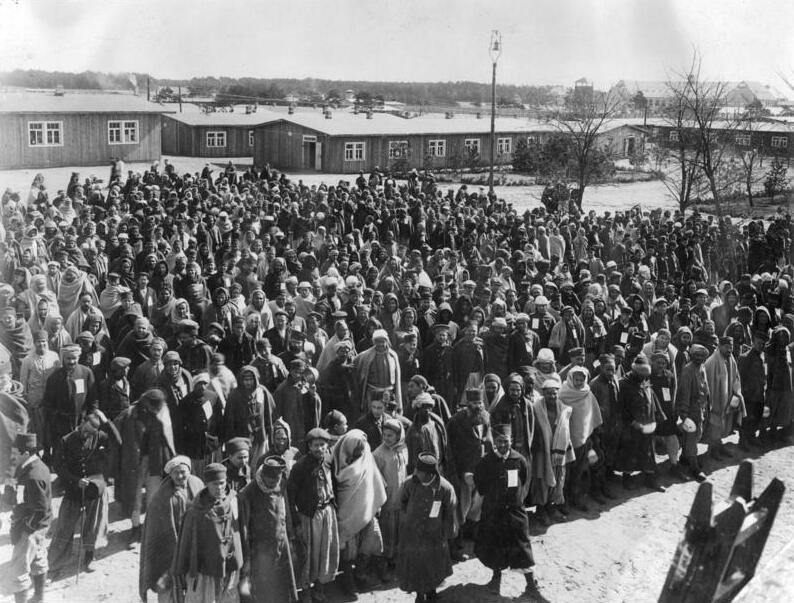
Арабские военнопленные в Германии, 1915 год.
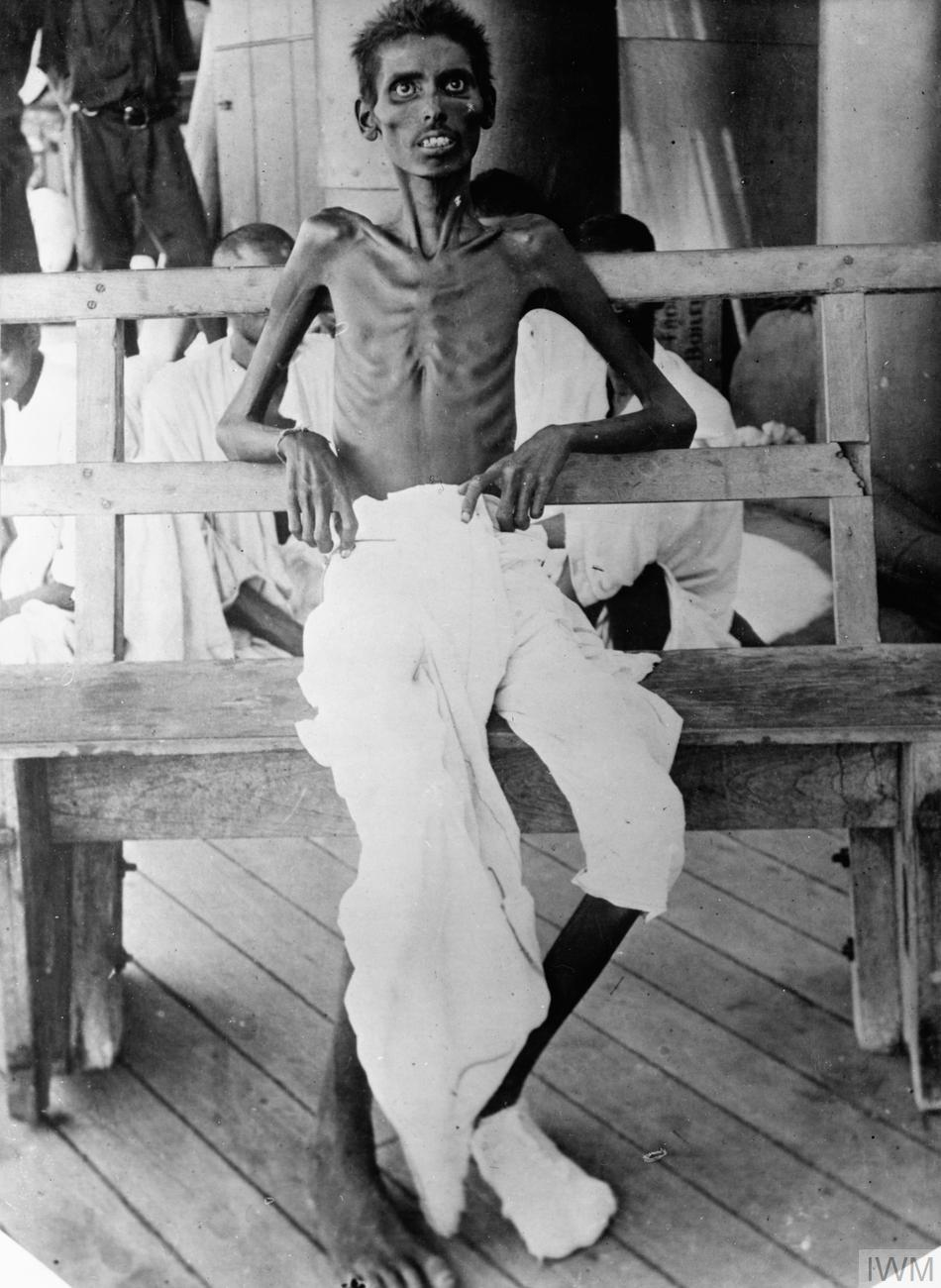
Индийский пленный, захваченный при Эль-Куте, 1916 год.
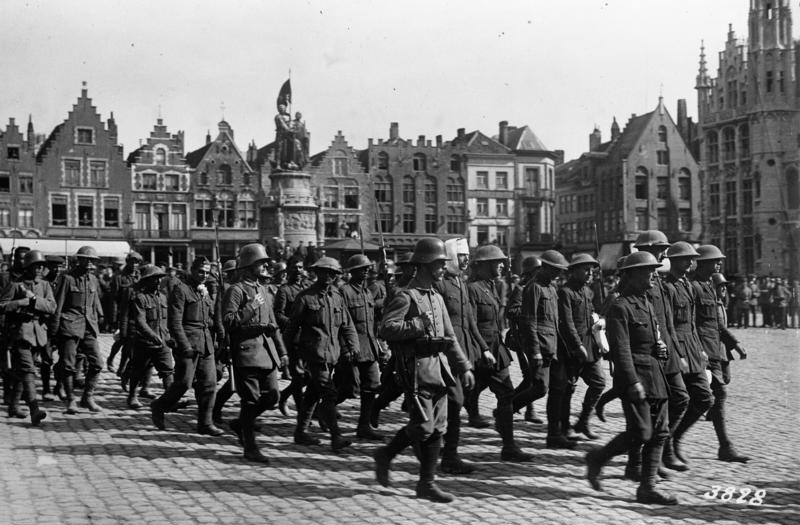
Британские военнопленные, Брюгге, Бельгия.